# Roman Rostowski
Roman Rostowski, właśc. Rothfeld (ur. 5 kwietnia 1917 we Lwowie, zm. 23 maja 1975 w Londynie) – polski i brytyjski urzędnik.

## Życiorys
Urodził się 5 kwietnia 1917 we Lwowie w rodzinie pochodzenia żydowskiego. Był synem Jakuba Rothfelda-Rostowskiego (1884–1971, lekarz neurolog, profesor) i Franciszki z domu Raff (1884–1963, lekarz stomatolog), po wybuchu II wojny światowej i jej zakończeniu przebywających w Wielkiej Brytanii.
Studiował na Wydziale Prawa Uniwersytetu Jana Kazimierza we Lwowie. Podczas studiów tamże zasiadł w radzie naczelnej Polskiej Młodzieży Społeczno-Demokratycznej, powołanej w 1937 z inicjatywy Jerzego Lerskiego. Po przybyciu do Wielkiej Brytanii w 1946 uzyskał stopień doktora na Uniwersytecie w Edynburgu (gdzie podjął pracę jego ojciec). Kształcił się także w Szkole Nauk Politycznych w Paryżu.
Po wojnie pełnił funkcję tłumacza Tomasza Arciszewskiego, do 1947 premiera rządu RP na uchodźstwie. 3 stycznia 1950 został naturalizowany w Wielkiej Brytanii. Później został urzędnikiem brytyjskiego Foreign and Commonwealth Office. Sprawował stanowiska w ramach służby kolonialnej Wielkiej Brytanii. W 1958 objął funkcję szefa protokołu administracji w Kenii, gdzie przebywał nadal po ogłoszeniu przez to państwo niepodległości w 1963. Później pracował na Mauritiusie. W 1969 został zaprzysiężony na urząd gubernatora Seszeli, gdzie pracował w kolejnych latach. W 1972 powrócił na stałe do Anglii. Zmarł 23 maja 1975 w Londynie. Został pochowany na Cmentarzu Gunnersbury w Londynie.
W Wielkiej Brytanii poślubił Jadwigę z domu Orzech (ur. 1916, przed 1939 zamężną w Wiedniu z austriackim profesorem architektury, Hansem Vetterem, z którym wyjechała do Londynu, a następnie rozwiodła się z nim, zm. 1991). Ich synem jest Jacek Rostowski (ur. 1951, ekonomista, minister rządu RP).